# هدوورث میکس
هدوورث میکس (انگلیسی: Hedworth Meux؛ ۵ ژوئیه ۱۸۵۶ – ۲۰ سپتامبر ۱۹۲۹) افسر نیروی دریایی سلطنتی بود. او به عنوان یک افسر جزء در بمباران اسکندریه در طول جنگ انگلیس و مصر حضور داشت.
در سال ۱۸۹۹، در طول جنگ دوم بوئر، لمبتون در موریس توقف کرد و به ابتکار خود یک گردان از سربازان مستقر در آنجا را به حرکت درآورد. لمبتون با دانستن اینکه نیروهای بریتانیایی در لیدی‌اسمیت به توپ‌های قدرتمندتری نیاز مبرم دارند، یک تیپ دریایی را با چهار توپ دوازده پوندی و دو توپ دیگر برای نجات رهبری کرد. واکنش پرشور در بریتانیا به "قهرمانان لیدی‌اسمیت" بسیار زیاد بود و کاپیتان هدورث لمبتون را به یک چهره شناخته شده عمومی تبدیل کرد. او به عنوان فرمانده اسکادران سوم رزم‌ناو در ناوگان مدیترانه و سپس فرمانده کل ایستگاه چین منصوب شد.
در طول جنگ جهانی اول، مو، همانطور که در آن زمان شناخته می‌شد، به عنوان فرمانده کل پورتسموث خدمت کرد که در آن نقش، مسئولیت اصلی او دفاع از ارتباطات بین کانال، از جمله حمل و نقل برای عبور نیروی اعزامی بریتانیا به فرانسه بود. او همچنین یک سرویس گشت نجات غریق با قایق‌های کوچک را آغاز و سازماندهی کرد.